# Hypoechinorhynchus alaeopis
Hypoechinorhynchus alaeopis är en hakmaskart som beskrevs av Yamaguti 1939. Hypoechinorhynchus alaeopis ingår i släktet Hypoechinorhynchus och familjen Hypoechinorhynchidae. Inga underarter finns listade i Catalogue of Life.